# آرتور ایرو
آرتور ایرو (انگلیسی: Arthur Ayrault; ۲۱ ژانویهٔ ۱۹۳۵ – ۲۴ فوریهٔ ۱۹۹۰) قایقران روئینگ اهل ایالات متحده آمریکا بود.